# Богдано-Вербки
Богда́но-Ве́рбки — село в Україні, у Синельниківському районі Дніпропетровської області. Входить до складу Брагинівської сільської громади. Населення становить 284 особи. Орган місцевого самоврядування — Брагинівська сільська рада.

## Історія
12 червня 2020 року, відповідно до розпорядження Кабінету Міністрів України № 709-р від «Про визначення адміністративних центрів та затвердження територій територіальних громад Дніпропетровської області», увійшло до складу Брагинівської сільської громади.
19 липня 2020 року, в результаті адміністративно-територіальної реформи та ліквідації  Петропавлівського району, село увійшло до складу новоутвореного Синельниківського району.

## Географія
Село Богдано-Вербки розташоване за 2,5 км від правого берега річки Самара і за 0,5 км від села Брагинівка. Річка в цьому місці звивиста, утворює лимани, стариці і заболочені озера.

## Населення

### Мова
Розподіл населення за рідною мовою за даними перепису 2001 року:
| Мова       | Відсоток |
| ---------- | -------- |
| українська | 33,1 %   |
| російська  | 66,9 %   |

## Відомі люди
- Шелепов Петро Омелянович (1920—1983) — стрілець 109-го гвардійського стілкового полку 37-ї гвардійської стрілецької дивізії 65-ї армії 2-го Білоруського фронту, гвардії червоноармієць. Герой Радянського Союзу (1945).

## Розкуркуленні жителі
У 1930-х роках, у період колективізації в СРСР, у селі Богдано-Вербки відбулося розкуркулення заможних селян. Згідно з архівними документами, до списку розкуркулених потрапили такі жителі:
1. Каменєв Захарій Васильович (1907 р.н.)
2. Каменєв Іван Сергійович (1880 р.н.)
3. Саливонов Іван Іванович (1912 р.н.)
4. Шемков Кондрат Тимофійович (1870 р.н.)